# فرناندو ساليس
فرناندو ساليس دي لوس كوبوس (بالإسبانية: Fernando Sales)‏، من مواليد 12 سبتمبر 1977 في إشبيلية في إسبانيا، لاعب كرة قدم إسباني.
بدأ مسيرته الكروية مع نادي أسلا كريستينا في موسم 1997/1998، وفي عام 1998 انتقل إلى نادي ليفانتي، ولعب معهم حتى عام 2000، وفي عام 2000 انتقل إلى نادي بلد الوليد، ولعب معهم حتى عام 2004، وشارك معهم في 131 مباراة وسجل 17 هدف، وهو يلعب مع نادي إشبيلية منذ عام 2004.

## روابط خارجية
- فرناندو ساليس على موقع قاعدة بيانات كرة القدم.إي يو (الإنجليزية)
- فرناندو ساليس على موقع Soccerway.com (الإنجليزية)
- فرناندو ساليس على موقع عالم كرة القدم.نت (الإنجليزية)
- فرناندو ساليس على موقع AS.com (الإسبانية)